# Slaget om Ryesgade
Slaget om Ryesgade udsprang sig i september 1986, hvor en gruppe unge havde besat hus i Ryesgade 58 på Østerbro i København og barrikaderet gaderne omkring huset, barrikader som de unge holdt i flere dage og efter forhandlinger opgav.

## Baggrund og slaget
Ryesgade 58 havde inden besætterne flyttede ud været beboet af dem igennem tre et halvt år, det blev besat 1. juni 1983. Der blev forsøgt at forhandle sig til en løsning for huset bevarelse som såkaldt bz-kollektiv, men de kunne ikke komme til enighed med boligselskabet Ungbo der ejede bygningerne eller Københavns kommune. Ungbo valgte at anmelde husets beboere og kræve at huset blev ryddet, derfor fik beboerne en frist af politiet og kommunen til den 14. september om eftermiddagen at flytte ud af huset.
Bz'erne og unge svarede igen med at barrikadere kvarteret omkring huset, imens politiet var optaget af en demonstration som gik rundt i byen til støtte for det rydningstruede hus, og fra den 14. september til den 22. september blev den døgnbemandede barrikade forsvaret af de unge bz'ere og andre unge støttere fra København.
I erkendelse af situationen og det faktum, at de unge mente, at der var lagt i ovnen til ren nedslagtning af dem fra politiets side, når disse ville rømme huset, valgte bz'erne at foretage et "ordnet tilbagetog". Det kampklædte politi fandt stedet tomt, da de kom for at rydde det. De unges hensigt var at gøre politi og politikere til grin, samtidigt med at de mente, at de på denne måde selv kunne bestemme, hvornår de ville slås og med hvem.
| Citat                                                                | Der er kun en løsning, og den har de forkastet. Vi vil ikke være brikker i deres spil og langsomt kvæles... Vores kamp fortsætter og vi bestemmer selv, hvornår vi vil slås. Så selv om vi har mistet vores hus, har alene modstanden og opbakningen omkring det været en sejr | Citat |
| Bz'erne i deres sidste udtalelse efter rømningen af huset i Ryesgade | |       |

## Tidslinje
- 12. september - Ungbo forlanger tømning af Ryesgade 58 seneste søndag d. 14 om eftermiddagen. Bz indkalder til demonstration fra Rådhuspladsen og til huset om søndagen kl 14.
- 14. september - Demonstration fra Rådhuspladsen, som ender ved de nyoprettede barrikader. Gadekampe mellem barrikade aktivister og politi.
- 15. september - Ungbo politianmelder og kræver huset ryddet. Den borgerlige presse langer ud efter bz'erne, og det kommer til voldsomme gadekampe igen.
- 16. september - De unge bz'ere og aktivister beskyldes i den borgerlige presse for terrorisme. Politiet forsøger via Røde Kors' kontor i Ryesgade 53 at komme ind bag barrikaden. Om aften giver Savage Rose koncert på barrikaderne.
- 17. september - Kim Larsen og Co. tilbyder Egon Weidekamp og Københavns Kommune at købe huset mod overdragelse til kommunen, mod at bz'erne kan blive der på egne betingelser, den såkaldte Himmelblå-løsning.
- 18. september - Weidekamp og Københavns Kommune afviser tilbuddet på borgerrepræsentationsmødet om aften, samtidigt med at der demonstreres udenfor Rådhuset for en løsning. Bz'erne erklærer, at de bliver på barrikaderne til deres krav opfyldes.
- 19. september - Politiet erklærer kvarteret i undtagelsestilstand, alle, som forsøger at komme ud og ind, anholdes straks. Initiativet "Støt den Himmelblå" bliver stiftet. Parolen "Hellere dø stående end leve på knæ" bliver første gang brugt.
- 21. september - Der afholdes støttedemonstrationer flere steder i landet til støtte for det besatte hus.
- 22. september - Efter forhandlinger med kommunen bliver erklæret et dødsprojekt, vælger de unge at forlade huset; de vil selv vælge, hvornår de vil slås. Der bliver indkaldt til pressemøde kl. 21, men politiet finder til stor overraskelse ingen bz'ere, da de vil rydde huset.